# Maciej Kurowski
Maciej Kurowski (ur. 19 czerwca 1986 w Jeleniej Górze) – polski saneczkarz w konkurencji jedynek, uczestnik zimowych igrzysk olimpijskich 2010, 2014 oraz 2018, zawodnik klubu KS Śnieżka Karpacz.
Podczas mistrzostw świata zadebiutował w 2007 roku, które rozegrano na torze w Igls, zajmując w nich 38. miejsce. Na igrzyskach olimpijskich w Vancouver został sklasyfikowany na 23. miejscu. Cztery lata później na igrzyskach w Soczi ponownie zajął 23. miejsce. Ponadto wystąpił w składzie polskiej drużyny (obok Natalii Wojtuściszyn i dwójki Patryk Poręba / Karol Mikrut) w debiutującym na igrzyskach konkursie sztafet – Polacy zajęli 8. pozycję. Wielokrotnie startował na Mistrzostwach świata i Mistrzostwach Europy. Najlepszy wynik zanotował podczas Mistrzostw Europy w Altenbergu w 2016 roku w konkurencji sztafet, gdzie wywalczył piąte miejsce wraz z Natalią Wojtuściszyn, Wojciechem Chmielewskim i Jakubem Kowalewskim. Wynik ten powtórzył rok później podczas Mistrzostw Europy w Königssee, gdzie Wojtuściszyn zastąpiła Ewa Kuls.
W lipcu 2019 r. zakończył karierę sportową.

## Osiągnięcia

### Igrzyska olimpijskie
| Rok  | Miejsce    | Jedynki | Sztafeta       |
| ---- | ---------- | ------- | -------------- |
| 2010 | Vancouver  | 23.     | nie rozgrywano |
| 2014 | Soczi      | 23.     | 8.             |
| 2018 | Pjongczang | 19.     | 8.             |

### Mistrzostwa świata
| Rok  | Miejsce     | Jedynki | Jedynki-sprint | Sztafeta |
| ---- | ----------- | ------- | -------------- | -------- |
| 2007 | Innsbruck   | 38.     | nie rozgrywano | 10.      |
| 2008 | Oberhof     | 32.     | nie rozgrywano | 10.      |
| 2009 | Lake Placid | 29.     | nie rozgrywano | -        |
| 2011 | Cesana      | 19.     | nie rozgrywano | -        |
| 2012 | Altenberg   | 26.     | nie rozgrywano | 11.      |
| 2013 | Whistler    | 30.     | nie rozgrywano | 8.       |
| 2015 | Sigulda     | 16.     | nie rozgrywano | 9.       |
| 2016 | Königssee   | 20.     | 22.            | 8.       |
| 2017 | Igls        | 29.     | dsq            | 8.       |
| 2019 | Winterberg  | 24.     | 26.            | -        |

### Mistrzostwa Europy
| Rok  | Miejsce    | Jedynki | Sztafeta |
| ---- | ---------- | ------- | -------- |
| 2010 | Sigulda    | 21.     | 7.       |
| 2012 | Paramonowo | 16.     | -        |
| 2013 | Oberhof    | 20.     | 9.       |
| 2014 | Sigulda    | 25.     | dsq      |
| 2015 | Soczi      | 18.     | dnf      |
| 2016 | Altenberg  | 17.     | 5.       |
| 2017 | Königssee  | 18.     | 5.       |
| 2018 | Sigulda    | 21.     | 6.       |
| 2019 | Oberhof    | 20.     | -        |

### Puchar Świata

#### Miejsca w klasyfikacji generalnej
| Sezon     | Miejsce |
| --------- | ------- |
| 2006/2007 | 41.     |
| 2007/2008 | 31.     |
| 2008/2009 | 27.     |
| 2009/2010 | 30.     |
| 2010/2011 | =18.    |
| 2011/2012 | 21.     |
| 2012/2013 | 30.     |
| 2013/2014 | 32.     |
| 2014/2015 | 25.     |
| 2015/2016 | 32.     |
| 2016/2017 | 25.     |
| 2017/2018 | 28.     |
| 2018/2019 | 25.     |

### Mistrzostwa Polski w saneczkarstwie
| Rok  | Miejsce       | Jedynki | Dwójki | Drużynowo |
| ---- | ------------- | ------- | ------ | --------- |
| 2010 | Sigulda       | 1.      |        |           |
| 2011 | Krynica-Zdrój |         |        |           |
| 2012 | Sigulda       | 1.      | -      | 1.        |
| 2013 | Sigulda       | 1.      | 2.     | 1.        |
| 2014 | Sigulda       | 1.      | -      | 4.        |
| 2015 | Sigulda       | 2.      | -      | 2.        |
| 2016 | Sigulda       | 1.      | -      | 1.        |
| 2017 | Sigulda       | -       | -      | -         |
| 2018 | Sigulda       | 1.      | -      | 1.        |